# Eudorylas amurensis
Eudorylas amurensis är en tvåvingeart som beskrevs av Kuznetzov 1990. Eudorylas amurensis ingår i släktet Eudorylas och familjen ögonflugor. Inga underarter finns listade i Catalogue of Life.